# Berg en Dal (Baarn)
Villa Berg en Dal is een beschermd rijksmonument aan de Jacob van Lenneplaan 12 in Baarn, in de provincie Utrecht. Het huis staat in het Wilhelminapark dat onderdeel is van beschermd dorpsgezicht Prins Hendrikpark e.o.. In het pand is het Apostolisch Genootschap gevestigd.
De villa kreeg haar naam door de heuvels eromheen. Bij het oude Berg en Dal was al sprake van namen als 'Spitsheuvel' en het dal 'Vredelust'. Het gebouw werd gemaakt door de Baarnse aannemer W. van Doornik, onder toezicht van architecten Vuyk en Van Rossum, die ook het Amsterdamse Carré hebben ontworpen. Voordat de bouw begon werd eerst een ouder herenhuis uit 1841 op die plek gesloopt. Het bouwjaar 1890 van de huidige villa staat op de gevels. Eerste eigenaar was de Amsterdamse bankier Hendrik Luden en zijn vrouw Jeanette Luden-Bloemen. Zij gebruikten het als zomerverblijf. 's Winters woonden zij in Amsterdam aan de Herengracht 512. In hetzelfde bouwjaar lieten twee familieleden in Leusden het huis Stoutenburg bouwen. Doordat beide gebouwen dezelfde architect hebben lijken ze erg op elkaar.
Achter de villa staat het voormalige koetshuis van de villa. In de vijver is een fontein en op het grasveld vormden tot mei 2017 buxusstruikjes de naam van het genootschap